# Stratiota
Stratiota è un termine proveniente dal greco στρατιώτης (stratiótēs) e significa soldato; lo stratiota era, nell'Impero bizantino, un piccolo proprietario terriero che aveva l'obbligo del servizio militare in caso di guerra. Costituì l'ossatura dell'esercito bizantino tra il VII e il IX secolo.

## Storia
Il sistema degli stratioti sarebbe stato creato, secondo la maggior parte degli storici, dall'imperatore Eraclio (610-641) come evoluzione dei Wehrbauer, anche se non ci sono prove certe che fu veramente Eraclio ad attuare tale riforma; infatti alcuni storici l'attribuiscono a imperatori successivi (ad esempio Warren Treadgold: secondo tale storico la riforma sarebbe avvenuta tra il 659 e il 662 ad opera di Costante II). All'inizio del VII secolo, l'impero bizantino era in preda all'instabilità e alla guerra. Nonostante la pace di Arabissos siglata tra Eraclio e l'imperatore sasanide persiano Kavadh II Siroe, l'impero in seguito perse la Siria, l'Egitto, l'Africa bizantina e l'Armenia a partire dal 632 a causa dell'avanzata araba. L'Impero bizantino fu quindi territorialmente ridotto ai Balcani e all'Anatolia. Inoltre a nord della penisola balcanica vi era la minaccia di Avari e Bulgari mentre l'Italia era minacciata dai Longobardi.
Con lo scopo di trovare delle soluzioni alla cronica penuria di mercenari e in un contesto problematico, Eraclio (o Costante II) divise l'Anatolia in quattro province (Anatolikon, Armeniakon, Opsikion e Carabisiani). Queste suddivisioni amministrative era sotto il comando di un governatore militare detto Strategos e in esse si praticava un reclutamento militare “regionalizzato”. Questa riorganizzazione fu alla base della creazione dei futuri themata. Un thema è sia il nome di una provincia controllata da uno stratega che quello del contingente militare proveniente dalla provincia stessa. L'imperatore sviluppò a partire da queste province anatoliche il regime degli stratioti.
La classe degli stratioti andò in crisi già verso l'inizio del X secolo con l'espandersi dei latifondi a scapito delle terre degli stratioti, che venivano acquistate dai grandi proprietari terrieri. L'Imperatore Romano I Lecapeno (920-944), compresa la gravità del fenomeno (le seguenti sono parole sue: «La piccola proprietà terriera porta grandi benefici con il pagamento dei tributi statali e con la prestazione del servizio militare; questi vantaggi andranno completamente perduti se il numero di piccoli proprietari diminuirà.»), tentò di arrestarlo con alcune leggi mirate a salvaguardare la piccola proprietà terriera. Queste leggi, nonostante tutto, non diedero grandi risultati. Il fenomeno dell'espandersi dei grandi latifondi si presenterà in tutta la sua gravità nell'XI secolo, dopo la morte di Basilio II (976-1025) nel 1025. I successori dello sterminatore dei Bulgari infatti non proseguirono la politica di Basilio II e dei suoi predecessori nel tentare di arrestare l'espandersi dei latifondi; ciò ebbe come conseguenza la scomparsa degli stratioti e la decadenza e la successiva abolizione de facto del sistema dei temi. L'esercito bizantino, con la scomparsa degli stratioti, tornava di nuovo a fare affidamento su mercenari, quali i Normanni.

## Obblighi
Uno stratiota era una soldato-colono al quale erano attribuite una proprietà terriera e una carica militare, entrambe inalienabili ed ereditarie. Si trattava in pratica di un soldato a cavallo che aveva l'incarico di equipaggiarsi completamente a proprie spese, sia per il cavallo che per il proprio armamento. Aveva la responsabilità del proprio addestramento, doveva rispondere a tutte le convocazioni e doveva subire le riviste (adnoumion). Gli stratioti rappresentavano quindi la parte principale dell'esercito, composto così da effettivi proveniente dalle classi sociali più povere, piccoli e medi coltivatori. Questo sistema permise lo sviluppo della piccola e media proprietà ed è all'origine della potenza militare bizantina fino al IX secolo.

## Stradioti
Nel XV secolo, esistevano ancora degli stradioti (anche stratioti o stradiotti), si trattava di truppe montate di origine albanese e greca che servivano come mercenari la Repubblica di Venezia durante le guerre che questa sostenne. Come tipo di armamento si trattava di un corpo di cavalleria leggera, i cui effettivi erano armati di lancia, sciabola lunga, mazza e di un pugnale.